# سیلوا (کارولینای شمالی)
سیلوا (به انگلیسی: Sylva) شهری در ایالت کارولینای شمالی کشور ایالات متحده آمریکا است که جمعیت آن در سرشماری سال ۲۰۱۰ میلادی، ۲٬۵۸۸ نفر بوده‌است.